# Lucius Calpurnius Fabatus
Lucius Calpurnius Fabatus (vollständige Namensform Lucius Calpurnius Luci filius Oufentina Fabatus) war ein im 1. und 2. Jahrhundert n. Chr. lebender Angehöriger des römischen Ritterstandes (Eques). Durch eine Inschrift, die auf 112 n. Chr. datiert wird, sind einzelne Stationen seiner Laufbahn bekannt. Seine Laufbahn ist in der Inschrift in aufsteigender Reihenfolge wiedergegeben.

## Leben
Fabatus war zunächst VIvir und IIIIvir, bevor er den Posten eines Praefectus fabrum übernahm. Im Anschluss folgte seine militärische Laufbahn. Er wurde zunächst Tribun in der Legio XXI Rapax, die in Germania stationiert war. Danach übernahm er als Präfekt die Leitung der Cohors VII Lusitanorum, die in Numidia stationiert war. Zusammen mit dem Kommando über die Kohorte wurde ihm auch die Verwaltung von sechs Stämmen der Gaetuler übertragen (nationum Gaetulicarum sex quae sunt in Numidia).
Nach Beendigung der militärischen Laufbahn kehrte er in seine Heimatstadt zurück und übernahm die Funktion eines Priesters (Flamen) für den vergöttlichten Augustus. Zudem wurde er noch Patron seiner Heimatstadt (patronus municipii). Er starb um 112.
Fabatus gehörte bereits um 65 n. Chr. dem Ritterstand an, da Tacitus ihn in seinen Annales (16, 8, 3: Calpurnius Fabatus, eques Romanus) im Zusammenhang mit einer Anklage gegen Iunia Lepida, der Ehefrau von Gaius Cassius Longinus erwähnt. Seine Laufbahn begann daher entweder gegen Ende der Regierungszeit von Nero (54–68) oder in den ersten Jahren der Regierungszeit von Vespasian (69–79).

## Herkunft und Familie
Fabatus war in der Tribus Oufentina eingeschrieben. Er stammte aus Comum, dem heutigen Como, wo auch die Inschrift gefunden wurde. Er hatte mindestens einen Sohn und die Tochter Calpurnia Hispulla. Seine Enkeltochter Calpurnia war die dritte Ehefrau von Plinius dem Jüngeren. In den Briefen des Plinius wird Fabatus mehrfach erwähnt.